# Megalopus
Megalopus es un género de coleóptero de la familia Megalopodidae.

## Especies
Las especies de este género son:
- Megalopus analis
- Megalopus armatus
- Megalopus basalis
- Megalopus brasiliensis
- Megalopus brevipennis
- Megalopus buckleyi
- Megalopus elongatus
- Megalopus foveifrons
- Megalopus inscriptus
- Megalopus jacobyi
- Megalopus luteosignatus
- Megalopus mexicanus
- Megalopus nigrovittatus
- Megalopus riolaceo-fasciatus
- Megalopus sexvittatus
- Megalopus szantoi
- Megalopus thoracica
- Megalopus vittaticollis